# Chantage financier
Le chantage financier ou greenmail en anglais est l'action d'acheter suffisamment d'actions d'une entreprise pour contester sa direction avec la menace d'une prise de contrôle hostile pour forcer la société cible à racheter les actions achetées à un prix supérieur au marché et éviter la prise de contrôle.
Le terme était un néologisme financier des années 1980 dérivé du chantage (blackmail) et du greenback, car les commentateurs et les journalistes considéraient la pratique des acheteurs d'entreprise comme des tentatives de chantage envers les entreprises visées.
La stratégie a évolué depuis ses premières pratiques avec des moyens de contrer le chantage, des variantes du greenmail, ainsi que des moyens de renforcer une tactique de greenmail. Dans le domaine des fusions et acquisitions, le paiement de greenmail est principalement utilisé pour contrer une offre publique d'achat hostile
Cas
- Viacom Int'l, Inc. c. Icahn , 747 F. Supp. 205 (SDNY 1990)
- Polk c. Bien , 507 A.2d 531 (Del. 1986).